# 기무라 마사토미
기무라 마사토미(일본어: 木村 昌福, 1891년 12월 6일 ~ 1960년 2월 14일) 은 태평양 전쟁에서 활약한 일본제국 해군의 군인이다. 불가능하다고 여겨졌던 키스카섬 철수작전을 성공시켜 유명해졌다.
시즈오카현 태생으로, 변호사 아버지에게서 태어났다. 아버지는 고토(近藤)씨였으나, 어머니쪽의 기무라씨를 성으로 삼았다. 해군병학교 41기로 입학해서 졸업성적은 최하위권이었고, 동기생으로는 구사카 류노스케가 있다. 병학교의 졸업성적이 나빴기 때문에 장교로서 출세코스인 해군대학교에 입학하지 못하고, 눈에 띠지 않는 해상 근무를 전전하였으나 태평양 전쟁이 발발하자 뛰어난 실전능력으로 여러 작전을 성공시켜 중장까지 승진하였다.
특히 1943년 7월, 알류샨 열도상의 키스카섬에 고립된 병력을 미군 함대의 포위를 뚫고 구출하여 유명해졌다. 1944년 레이테 해전에서도 참가하여 일본의 참패해도 불구하고 홀로 전과를 올리기도 하였다.이후 당시 불가능하다고 여기었던 키스카섬 철수작전을 성공으로 이끄는 전공을 세웠다.
```
이후 해군통신학교 교장으로서 종전을 맞았다. 
염전
 사업을 하다 암으로 사망하였다.
```